# Atractus akerios
Atractus akerios — вид змій родини полозових (Colubridae). Ендемік Бразилії. Описаний у 2021 році.

## Поширення і екологія
Atractus akerios відомі з типової місцевості, розташованої в штаті Мараньян на північному сході Бразилії, в муніципалітеті Жунку-ду-Мараньян, на висоті 39 м над рівнем моря.